# Sallingberg (Rohr in Niederbayern)
Sallingberg ist ein Ortsteil des Marktes Rohr in Niederbayern im niederbayerischen Landkreis Kelheim. Bis 1972 bildete es eine selbstständige Gemeinde.

## Lage
Das Pfarrdorf Sallingberg liegt in der Hallertau etwa drei Kilometer nordwestlich von Rohr am Sallingbach, einem rechten Zufluss der Abens, nur wenige hundert Meter südöstlich der A 93.

## Geschichte
Da Sallingberg kein Adelssitz war und deshalb auch keine Herren als Siegelzeugen in Urkunden auftauchen, ist über die frühe Geschichte des Ortes wenig bekannt. Wahrscheinlich 1209 verschenkte Herzog Ludwig der Kelheimer eine Kapelle in Sallingberg an das Kloster Rohr. 1231 bestätigte Herzog Otto II. diese Schenkung. Bereits 1239 gibt es eine Unterschrift eines Cunrad, Pfarrer von Sälingberg. 1248 wird die Schenkung der Kapelle in Selenberc von Regensburger Bischof Albert bestätigt. 1273 bestätigte Papst Innozenz IV. dem Kloster Rohr den Besitz der Kirche. 1559 wurde in Sallingberg die Diözesanvisitation durchgeführt. 1632 und 1634 fielen die Schweden ein und zerstörten viele Gehöfte. Ab 1737 wurde die Pfarrkirche erweitert, wahrscheinlich durch den Sohn des Rohrer Baumeisters Joseph Bader, Martin Bader.
Während der Napoleonischen Kriege war Sallingberg von 1791 bis 1799 ein Durchzugsgebiet vieler fremder Soldaten. Besonders intensiv blieben der damaligen Bevölkerung „russische Horden“ im Gedächtnis, die durch ihr wildes und barbarisches Auftreten Schrecken verbreiteten.
Nach der Säkularisation in Bayern – Sallingberg hatte damals 173 Einwohner – sollte die Pfarrei nach Offenstetten und teilweise nach Kirchdorf eingegliedert werden. Die Hofmarksherrschaft Offenstetten lehnte das ab. 1828 wurde aus der Pfarrei eine Expositur, 1894 entstand der Pfarrhof. Heute wird Sallingberg von Offenstetten seelsorglich mitverwaltet.
Schon vor der Säkularisation hatte Sallingberg eine Schule, die vom Kloster Rohr beaufsichtigt wurde. Die Schul- oder Unterrichtsstube stellte der Mesner zur Verfügung. Erst ab 1900 gab es in Sallingberg ein neues Gemeindeschulhaus. Ab 1965 gingen die Schulkinder nach Offenstetten. Im selben Jahr begann die Gemeinde, sich um ein eigenes Wappen zu bemühen. Die geschichtliche Verbundenheit mit den Klöstern Weltenburg und Rohr war für die Gestaltung ausschlaggebend. Aus einem Hügel ragen zwei Rohrkolben heraus. Damit ist der Bezug zu Rohr hergestellt. Zwischen den Kolben schwebt das Weltenburger Kreuz.
Im Zuge der Gebietsreform in Bayern erfolgte am 1. Januar 1972 zunächst die Eingemeindung nach Offenstetten und am 1. Mai 1978 schließlich die Eingliederung in die Marktgemeinde Rohr. Seit 1994 gehen alle Kinder in die Volksschule Rohr.

## Sehenswürdigkeiten
- Expositurkirche St. Michael. Im Kern mittelalterlich, erhielt sie 1738 einen Turmaufbau und eine Erweiterung des Langhauses.

## Vereine
- Freiwillige Feuerwehr Sallingberg
- KLJB Sallingberg
- Krieger- und Kameradenverein Sallingberg/Bachl
- Theaterfreunde Bachl/Sallingberg
- Volkstrachtenverein Sallingberg
- Aikido Kreis Yokoso e.V.

## Persönlichkeiten
- Margarete Heiß (* 1953), in Sallingberg geborene Buchhändlerin und Lyrikerin